# Hauslach
Hauslach (fränkisch: Hausla) ist ein Gemeindeteil der Gemeinde Georgensgmünd im Landkreis Roth (Mittelfranken, Bayern). Hauslach liegt in der Gemarkung Georgensgmünd.

## Geografische Lage
Das Dorf liegt in Hanglage des Steinbachtals. 0,25 km südlich liegt das Waldgebiet „Sumpf“, 0,5 km nordwestlich das Waldgebiet „Lustenau“. Die Kreisstraße RH 6 führt nach Mosbach (2,2 km westlich) bzw. nach Georgensgmünd (1,2 km östlich).

## Geschichte
Der Ort wurde 1316 als „Hausloch“ erstmals urkundlich erwähnt. Der Ortsname bedeutet Hauswald (s. Loch (Flurname)). Ursprünglich gehörte er dem ansässigen Adelsgeschlecht der Herren von Hausen. 1403 schenkte Volther von Seckendorf von Stopfenheim dem Kloster Heilsbronn eine Hube in Hauslach.
Nach dem Aussterben des Adelsgeschlechts erwarben die Ansbacher Markgrafen und Nürnberger Patrizier (Holzschuher, Kreß, Tucher, Böhm) die Höfe. Im 16-Punkte-Bericht des Oberamts Roth des Jahres 1608 gab es in Hauslach 13 Anwesen, darunter acht Höfe und vier Güter. In der Folge Dreißigjährigen Krieges verödete der Ort im Jahr 1633. Erst 1654 wurde Hauslach durch Exulanten wieder bevölkert.
Hauslach bildete mit Georgensgmünd eine Realgemeinde (1671 bezeugt). Zu dieser Zeit hatte das Pflegamt Abenberg in beiden Orten 8 Untertanen. 1732 gab es laut den Oberamtsbeschreibungen von Johann Georg Vetter in Hauslach 11 Anwesen. Ein Hof, ein Halbhof und zwei Gütlein unterstanden Brandenburg-Ansbach. Die übrigen Anwesen, sieben Ganzhöfe, unterstanden unterschiedlichen Grundherren (Nürnberger Eigenherren, Crailsheim und Ellwangen). Von 1730 an kam es zu einem 100 Jahre lang andauernden Streit mit Mosbach um das Waldgebiet Lustenau.
Gegen Ende des 18. Jahrhunderts gab es in Hauslach 14 Anwesen und ein Gemeindehirtenhaus. Das Hochgericht übte das brandenburg-ansbachische Oberamt Roth aus, die Dorf- und Gemeindeherrschaft hatte das brandenburg-ansbachische Richteramt Georgensgmünd inne. Grundherren waren das Fürstentum Ansbach (Richteramt Georgensgmünd: 1 Ganzhof, 2 Köblergüter, 1 Gütlein; Kirche Georgensgmünd: 1 Halbhof; Verwalteramt Merkendorf: 1 Ganzhof), das eichstättische Kastenamt Abenberg (2 Ganzhöfe), das Landesalmosenamt der Reichsstadt Nürnberg (1 Ganzhof, 1 Köblergut) und Nürnberger Eigenherren (von Fürer: 1 Ganzhof; von Pömer: 1 Ganzhof; von Welser: 1 Halbhof; Dr. Lorsch: 1 Ganzhof). 1800 soll es im Ort 18 Anwesen gegeben haben, von denen drei dem eichstättischen Pflegamt Abenberg angehörten.
Von 1797 bis 1808 unterstand der Ort dem Justiz- und Kammeramt Roth. Im Rahmen des Gemeindeedikts wurde Hauslach dem 1808 gebildeten Steuerdistrikt Georgensgmünd und der 1811 gegründeten Ruralgemeinde Georgensgmünd zugeordnet.

### Baudenkmäler
In Hauslach gibt es sieben Baudenkmäler:
- Haus Nr. 5, 6, 12, 13: Bauernhäuser
- Haus Nr. 8, 10: zugehörige Scheunen
- Haus Nr. 4: Türgewände
- Haus Nr. 16: Steilgiebelvorbau

### Einwohnerentwicklung
| Jahr      | 001818 | 001840 | 001861 | 001871 | 001885 | 001900 | 001925 | 001950 | 001961 | 001970 | 001987 |
| Einwohner | 103    | 109    | 122    | 112    | 111    | 109    | 95     | 110    | 60     | 61     | 59     |
| Häuser    | 18     | 17     |        |        | 15     | 16     | 16     | 15     | 15     |        | 17     |
| Quelle    | [ 14 ] | [ 19 ] | [ 20 ] | [ 21 ] | [ 22 ] | [ 23 ] | [ 24 ] | [ 25 ] | [ 26 ] | [ 27 ] | [ 1 ]  |

## Religion
Hauslach ist seit der Reformation evangelisch-lutherisch geprägt und bis heute nach St. Georg (Georgensgmünd) gepfarrt. Die Einwohner römisch-katholischer Konfession sind nach St. Wunibald (Georgensgmünd) gepfarrt.

## Wirtschaft
Von besonderer Bedeutung für den Ort ist der Hopfenanbau. Seit der zweiten Hälfte des 16. Jahrhunderts ist der Anbau belegt. 1827 wurde eine Hopfenwaage aufgerichtet und eine Siegelordnung verfasst. 1900 erhielt der Hauslacher Hopfen eine internationale Auszeichnung auf der Weltausstellung in Paris.